# Спада, Джамбаттиста
Джамбаттиста Спада (итал. Giambattista Spada; 28 августа 1597, Лион, королевство Франция — 23 января 1675, Рим, Папская область) — итальянский куриальный кардинал. Секретарь Священной конгрегации хорошего управления с 1 января 1622 по 1 января 1629. Секретарь Священной конгрегации Священной Консульты с 1 января 1629 по 1 января 1630.	Губернатор Рима и вице-камерленго Святой Римской Церкви с 13 января 1635 по 16 сентября 1643. Титулярный латинский патриарх Константинопольский с 3 августа 1643 по 2 марта 1654. Президент легатства Романьи с 31 октября 1644 по 2 марта 1654. Апостольский легат в Ферраре с 22 июня 1654 по 6 июня 1657. Камерленго Священной Коллегии кардиналов c 11 января 1666 по 1 января 1667. Кардинал-священник со 2 марта 1654, с титулом церкви Санта-Сузанна с 23 марта 1654 по 27 января 1659. Кардинал-священник с титулом церкви Сан-Марчелло с 27 января 1659 по 25 сентября 1673. Кардинал-священник с титулом церкви Сан-Кризогоно с 25 сентября 1673 по 23 января 1675.